# Чиковани, Кация
Кация Чиковани (ум. 1682) — князь Лечхуми (Лечхум-батони), князь Салипартиано, князь Саинасаридзо.

## Биография
Происходил из дворянского рода Чиковани. Как пишет царевич Вахушти Багратиони: «сей Кация был простым азнауром (дворянином) из села Горди, отец которого сам носил в Сванети мед». «И сей Кация благодаря Чкондидели (епископу Чкондидскому, брату Кации) возвысился и пользовался уважением царей, и по этой причине слушались его лечхумцы. Затем Леван Дадиани пожаловал ему Салипартиано и сделал своим близким доверенным, ибо был он человеком мужественным и деловитым, хотя и безбожником и кровожадным. Давал он советы дадиану и истреблял одишских (мегрельских) вельмож». Когда умер Леван III, князем стал его сын Леван IV, в конце XVII века Кация сверг законного князя, узурпировал власть, став правителем княжества.

## Семья
Был женат первым браком на княжне Тамар Чиджавадзе, племяннице рачинского эристава Шошиты, после развода вышла замуж за князя Малакию Абашидзе, сложившего с себя монашеский сан и под иминем Георгий недолгое время занимавшего престол Имерети. Вторым браком был женат на Хварамзе Чарквиани, третьим на дочери рачинского эристава Шошиты, четвёртым на княжне Хварамзе Лордкипанидзе, пятым на Мзехатун — внебрачной дочери Левана III. По всей видимости, все его дети родились от первого брака:
- Геогрий Липартиани (? — 1715), владетельный князь Мегрелии Георгий IV, князь Салипартиано
- Отия Чиковани, князь
- Иессе Чиковани, князь Лечхуми (Лечхум-батони) (1682—1704), был женат на имеретинской царевне Мариам (? — 1726), родоначальник князей Чиковани